# H/PJ-15型单管30毫米舰炮
H/PJ-15型单管30毫米舰炮（代号：HPJ15-1-30）是一款使用单管30毫米口徑的手自一体式舰载遙控武器及近迫武器系統（CIWS），发射30×165毫米机炮炮弹。

## 概述
H/PJ-15使用北方工业公司206所研制的新型LLP12A火控系统，并配备了雷达、光电信道和自动光电引导站。彈箱掛在武器站左側。它具有两种操作模式，自动操作时用作近迫武器系統，手动操作时则用作传统舰载机炮。
H/PJ-15的炮位右侧具有人工操作席，该操作席上具有以动力操炮的控制台，以摇杆控制高低俯仰，以踏板控制开火。人工操作席上方是瞄准仪目镜，可选择使用炮身左侧一个可旋转与俯仰的光电舱或直接瞄准仪进行观测瞄准。
2011年，首批4门H/PJ-15安装在中国人民解放军海军885型青海湖号远洋补给舰以上。它亦可安装到小型舰艇以上用作主炮，具有良好的适装性。
H/PJ-15装备853型天王星号电子侦察舰、885型青海湖号远洋补给舰、908型南仓级远洋补给舰和056型导弹护卫舰。

## 外部連結
- （印尼文）—China CIWS type H/PJ-15
- （简体中文）—新华社区—056舰科幻副舰炮一展凶猛火力